# Gnidia dregeana
Gnidia dregeana är en tibastväxtart som beskrevs av Carl Daniel Friedrich Meisner. Gnidia dregeana ingår i släktet Gnidia och familjen tibastväxter. Inga underarter finns listade i Catalogue of Life.